# Snottermyrtjärnarna (Råneå socken, Norrbotten, 734143-177469)
Snottermyrtjärnarna är en sjö i Bodens kommun i Norrbotten och ingår i Råneälvens huvudavrinningsområde. Sjön har en area på 0,0577 kvadratkilometer och ligger 48 meter över havet.

## Delavrinningsområde
Snottermyrtjärnarna ingår i det delavrinningsområde (733841-177467) som SMHI kallar för Utloppet av Degerselet. Medelhöjden är 61 meter över havet och ytan är 57,76 kvadratkilometer. Räknas de 217 avrinningsområdena uppströms in blir den ackumulerade arean 3 776,42 kvadratkilometer. Avrinningsområdets utflöde Råneälven mynnar i havet. Avrinningsområdet består mestadels av skog (69 procent). Avrinningsområdet har 11,1 kvadratkilometer vattenytor vilket ger det en sjöprocent på 19,2 procent.